# Nauru na Letních olympijských hrách 2008

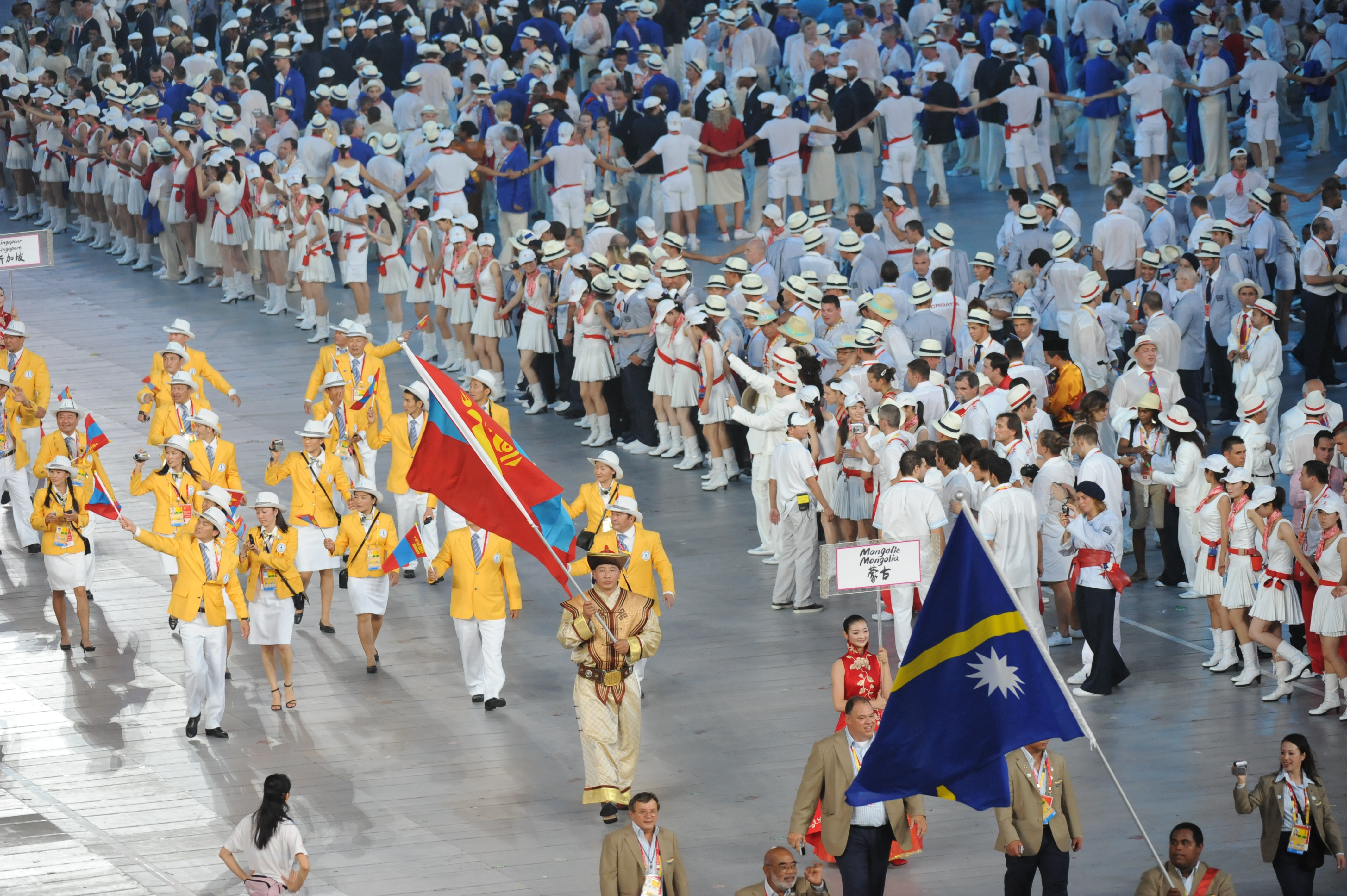
Výprava Nauru během zahajovacího ceremoniálu v Pekingu

Nauru se účastnilo Letních olympijských her 2008 a zastupoval ho 1 sportovec v 1 sportu (1 muž). Jednalo se o čtvrtý start tohoto státu na letních olympijských hrách. Vlajkonošem výpravy byl vzpěrač Itte Detenamo. Na hrách se mu nepodařilo získat medaili.

## Pozadí
Olympijský výbor Nauru byl Mezinárodním olympijským výborem uznán 1. ledna 1994. Na základě toho se v roce 1996 mohlo Nauru zúčastnit prvních olympijských her, v daném roce konaných v Atlantě.
Na předchozích hrách se nikomu z reprezentantů nepodařilo pro Nauru získat medaili.

## Delegace
V roce 2008 mělo Nauru na olympijských hrách jediného zástupce, Itteho Detenama, který se zapojil do soutěže ve vzpírání. Bylo tak jediným státem z 204 delegací účastnících se těchto olympijských her, který byl reprezentován jediným sportovcem. Kromě něho byl ve čtyřčlenné delegaci Nauru také účastník minulých olympijských her Yukio Peter, který byl držitelem nejlepšího umístění na olympijských hrách mezi reprezentanty Nauru, svým ziskem 8. místa na olympijských hrách v Athénách. Dále byl v delegaci také Vinson Detenamo, předseda Olympijského výboru Nauru a otec závodícího vzpěrače. Právě Vinson Detenamo, v té době ministr sportu, měl významný podíl na vzniku národního olympijského výboru v roce 1991. Posledním členem delegace byl Lou Keke.

## Disciplíny

### Vzpírání

#### Kvalifikace
Nauru získalo možnost vyslat na olympijské hry jednoho vzpěrače na základě výsledků kontinentálního Mistrovství Oceánie a Jižního Pacifiku, konaného pod záštitou Mezinárodní vzpěračské federace ve dnech 27. až 30. března 2008. Kromě tohoto kvalifikačního místa, získalo možnost startu i v plavecké soutěži a v atletice, ale toho se Nauru rozhodlo nevyužít.

#### Výsledek
21letý Itte Detenamo se účastnil svých druhých olympijských her a závodil ve váhové kategorii mužů nad 105 kg. Závod se uskutečnil 19. srpna 2008 a kvůli počtu soutěžících byl rozdělen do dvou částí. Itte Detenamo závodil ve skupině B a s celkovým výsledkem 285 kg překonal svůj osobní rekord. Tento výkon ho zařadil na celkové 10. místo ze 14 startujících vzpěračů (1 z nich však závod nedokončil). Podařilo se mu tak vylepšit výsledek z předchozích her, kde skončil na 14. pozici.
| Sportovec     | Disciplína      | Trh      | Trh    | Nadhoz   | Nadhoz | Dohromady | Pořadí |
| Sportovec     | Disciplína      | Výsledek | Pořadí | Výsledek | Pořadí | Dohromady | Pořadí |
| ------------- | --------------- | -------- | ------ | -------- | ------ | --------- | ------ |
| Itte Detenamo | Muži nad 105 kg | 175      | 9.     | 210      | 10.    | 385       | 10.    |